# Joe Alt
Joe Alt (geboren am 28. Februar 2003 in North Oaks, Minnesota) ist ein US-amerikanischer American-Football-Spieler auf der Position des Offensive Tackles. Er spielte College Football für die Notre Dame Fighting Irish und wurde im NFL Draft 2024 in der ersten Runde von den Los Angeles Chargers ausgewählt.

## Karriere
Alt besuchte die Totino-Grace High School in Fridley, Minnesota. Dort spielte er Basketball und auf verschiedenen Positionen Football, erst in seinem letzten Jahr an der Highschool spielte er als Offensive Tackle. Zuvor spielte Alt vorwiegend als Tight End.
Ab 2021 ging Alt auf die University of Notre Dame, um College Football für die Notre Dame Fighting Irish zu spielen. Als Freshman spielte er zunächst auch als Tight End, durch den verletzungsbedingten Ausfall des Left Tackles der Fighting Irish kam er jedoch auch in der Offensive Line zum Einsatz und war in den letzten sieben Spielen der Saison Starter auf der Position des Left Tackles. Daraufhin ging er als Stammspieler in sein zweites Jahr am College und war in den nächsten beiden Spielzeiten als Left Tackle durchgängig Starter der Fighting Irish. Er wurde 2022 zum All-American sowie 2023 zum Unanimous All-American gewählt, zudem war er 2023 Finalist bei den Wahlen zur Outland Trophy und zum Lombardi Award. Am 13. Dezember 2023 gab Alt vor dem Bowl Game zum Abschluss der Saison seine Anmeldung für den NFL Draft 2024 bekannt. Er bestritt 33 Spiele in Folge als Starter auf der Position des Left Tackles für Notre Dame.

## Persönliches
Sein Vater John Alt spielte von 1984 bis 1996 dreizehn Jahre in der NFL für die Kansas City Chiefs und wurde zweimal in den Pro Bowl gewählt. Joes älterer Bruder Mark Alt war als professioneller Eishockeyspieler unter anderem in der National Hockey League (NHL) aktiv.